# Podpůrná léčba
Podpůrná léčba je takový typ léčby, který zvyšuje šance nemocného na vyléčení či zmírňuje příznaky nemoci, aniž by však léčil samotnou chorobu či samostatně vedl k uzdravení. Případně se tímto termínem může označovat méně účinná léčba, která se přidává k hlavní (účinnější), aby ji podpořila.
Příkladem může být pití heřmánkového čaje při hemoroidech nebo podávání vitamínů při ebole.